# 모의학습
모의학습이란 학습자들이 실제의 상황을 조그마하게 축소한 모의상황을 대하게 되는 학습방법이다. 이 교육에서는 실제상황과 같은 많은 비용과 위험요소가 개입되지 않는다. 또한, 실제상황과 같은 참석자들의 역할 분담, 자료나 장비의 준비, 또는 컴퓨터를 통한 구체적 조작 등이 필요하다. 모의학습의 구체적 방법 중 하나인 역할학습을 통해 학습자들은 학교의 운영실태나 예산확보 등의 학습을 위해서 교장선생님, 학교 이사회의 일원, 또는 학교운영위원회 임원의 역할도 할 수 있다.

## 참고 문헌
- 교육학용어사전, 서울대학교 교육연구소, 1995. 6. 29., 하우동설
- 이칭찬(1995). 교육방법 교육공학. 서울 : 문음사